# Rosalvo Salgueiro
Rosalvo Salgueiro Silva
Nascido em 25 de setembro de 1955
Cidade
Regente Feijó - SP - Brasil
Casado
Atuação - Intelectual Orgânico dos Movimentos Sociais do estado de São Paulo.
Formação e Atividade Acadêmica - Mestre em Direito, Filósofo, Teólogo e Professor.
Prêmio - BEST PRACTICE UN-HABITAT - 2014

## Rosalvo Salgueiro Silva
Rosalvo Salgueiro Silva, natural de Regente Feijó,Estado de São Paulo - Brasil, nasceu  aos 25 de setembro de 1955 é um filósofo brasileiro ativista político, militante na defesa dos Direitos Humanos e dos movimentos populares por moradia e reforma urbana na cidade de São Paulo, além de filósofo também é teólogo ligado à Teologia da Libertação, graduou-se ainda em Direito pela UNIESP/São Roque e é Mestre em Direito Penal Internacional pela Universidade de Granada na Espanha. É tido como discípulo de Carlos Duarte Costa, o bispo de Maura, fundador da Igreja Católica Apostólica Brasileira.

## Anos 80
Nas décadas de setenta e oitenta do século passado, teve destacada atuação  nas comunidades eclesiais de base, no movimento sindical, principalmente o bancário de São Paulo, e também na resistência à Ditadura Militar que se instalou no Brasil com o golpe militar de 31 de março de 1964. Nos anos noventa teve também papel destacado nos movimentos populares articulando-os politicamente, coordenou uma comissão de diálogo inter-religioso entre os militantes e formuladores da  Teologia da Libertação e da Teologia Islâmica Xiita, integrada por teólogos iranianos e latinoamericanos, da qual participaram os teólogos Leonardo Boff, Clodovis Boff, Paulo de Andrade, Pedro A. Ribeiro de Oliveira e outros do lado cristão, e do lado muçulmano participaram: o Huyatulyslam Mohsen Rabanni, Sheick Adul Karin Paz, o Ayatullah Yafhar Subhanni e Ayatullah Mesbah Yazdi e também o historiador islâmico Shamsudin Horacio Elia, além do embaixador do Irã no Vaticano, Mahseyami Y, e da teóloga Lili Kashanni. Dessa Comissão também participou ativamente o argentino ativista dos Direitos Humanos e Prêmio Nobel da Paz, Adolfo Pérez Esquivel.
Participou ativamente da luta contra a ditadura militar no Brasil. É, ao lado de Adolfo Pérez Esquivel, membro fundador do Servicio Paz y Justicia en América Latina (SERPAJ-AL), tendo sido seu Secretário Executivo Latinoamericano de 1987 a 1990.

## Atualidade
Desde 2003 é Coordenador Nacional do Serviço Paz e Justiça - SERPAJ-Brasil, que mantém na internet um blog:http://serpaj-brasil.blogspot.com/
É Conselheiro Municipal de Habitação, Prefeitura Municipal de São Paulo,desde 2006, em representação dos movimentos populares, eleito por votação direta em que os eleitores de São Paulo, em votação não obrigatória, lhe deram 11.384 votos. É também dirigente do PSDB de São Paulo. No tucanato da Capital, é reconhecido como um dos homens mais próximos ao governador Geraldo Alckmin, é também um dos militantes sociais-democratas, tendo significativa presença nos movimentos populares.
Segundo ele próprio, para melhor servir aos movimentos populares fundou a ATEMOP - Assessoria Técnica aos Movimentos Populares, e o MOP Movimento Popular que teve sua criação em 2002, onde mantém maior número de cadeiras nos conselhos municipais e estaduais. Voltou aos bancos escolares e graduou-se em Direito pela UNIESP - Campus de - São Roque - SP,  onde apresentou para a conclusão do curso um trabalhos sobre Direitos Humanos intitulado "Uma Nova Fronteira Para os Direitos Humanos", propondo a criação de uma Corte Internacional Penal Ambiental para julgar os grandes crimes contra a natureza cometido por pessoas, empresas,organizações e governos. Em fevereiro de 2013 recebeu o Titulo de Mestre em Direito Penal Internacional, pela Universidade de Granada - Espanha, onde, depois de concluir o curso de mestrado, apresentou dissertação sobre o Crime de Genocídio e foi aprovado com a categoria de "Notável".
Está envolvido na coordenação da Campanha Mundial pela Criação de uma Corte Internacional Penal Ambiental que é liderada por Adolfo Esquivel.
Está também engajado na luta contra as usinas hidrelétricas principalmente aquelas projetados para a bacia do Rio Amazonas, em especial a Usina Hidrelétrica de Belo Monte. Tem clamado por uma nova concepção de desenvolvimento que dê prioridade à convivência humana e preserve a natureza e na busca de fontes alternativas de energia para a implantação do desenvolvimento sustentável e sustentado.
Tem corrido o mundo dando palestras em universidades, igrejas e Associações, inclusive em reuniões oficiais da ONU, sobre Direitos Humanos, Ecologia, Não-Violência Ativa, e leitura e práxis cristã engajadas na realidade para a transformação e promoção da justiça e igualdade entre todos os seres. Sua atuação em favor das camadas mais empobrecidas da população foi reconhecida pela ONU, como uma das melhores práticas do mundo no ano de 2014, que através da UN-HABITAT, da Prefeitura Municipal de Dubai e do governo dos Emirados Árabes Unidos concederam-lhe o "International Best Practices Award 2014" (Prêmio  Internacional de  Melhores Práticas de 2014).
Além de trabalhar com os movimentos populares e assessorar várias organizações da sociedade civil em programas de formação política e cidadania, também presta assessoria pastoral e reflexão teológica às comunidades eclesiais de base de várias igrejas cristãs.
É também professor titular de Antigo Testamento do Instituto Brasileiro de Estudos Filosóficos e Teológicos da Igreja Católica Apostólica Brasileira, na área da teologia, seu compromisso social e prática ecumênica, o colocam como destacado nome da Teologia da Libertação em seu trabalho.
Indicado ao Prêmio Nobel da Paz 2018, pela sua luta constante para moradia popular, e direitos humanos como um todo!